# Phaeosphaeria olivacea
Phaeosphaeria olivacea är en svampart som beskrevs av Kohlm., Volkm.-Kohlm. & O.E. Erikss. 1997. Phaeosphaeria olivacea ingår i släktet Phaeosphaeria och familjen Phaeosphaeriaceae.   Inga underarter finns listade i Catalogue of Life.